# Граммон, Мишель де
Мишель де Граммон (фр. Michel de Grandmont; ок. 1645 — 1686) — французский буканьер, пользовавшийся весомым авторитетом среди пиратов Карибского моря. Он сравнительно долго подвизался на пиратском поприще: 1670—1686. Одним из самых знаменитых рейдов стало нападение на город Веракрус совместно с Николасом ван Хоорном и Лоренсом де Граафом.

## Биография
Согласно легенде, Мишель (в некоторых источниках — Анри) де Граммон родился в Париже, в семье офицера королевской гвардии, в последние годы царствования короля Людовика XIII. Его отец рано умер, а мать вышла замуж во второй раз. Неизвестно, как бы сложилась судьба молодого человека, не ухаживай за его хорошенькой сестрой некий гвардейский офицер, часто появлявшийся в доме де Граммонов. Юный гасконец де Граммон с ревнивостью подростка наблюдал за романом сестры и в один прекрасный день попытался выставить влюбленного. В этот день никого не было дома, и когда поклонник явился, подросток отказался впустить его и посоветовал приходить пореже. В этот момент вошли мать с сестрой и, назвав де Граммона ребенком, хотели отослать его и предложить офицеру войти. Разразился скандал, юноша был в ярости, офицер неистовствовал от возмущения. На следующий день он встретил де Граммона; слово за слово, и офицер назвал его «сосунком». «Будь я постарше, то моя шпага показала бы, кто есть кто», — отвечал подросток, и дело закончилось дуэлью, на которой «мальчишка де Граммон» нанес смертельную рану своему противнику. Далее последовало совершенно необъяснимое продолжение — умирающий успел оставить завещание, в соответствии с которым оставлял часть своего состояния де Граммону. А также поклялся честью, что сам виноват в случившемся и никто не должен наказывать подростка. 
Тем не менее, сам король Людовик XIV, до которого дошла весть об этом печальном событии, распорядился в качестве наказания определить юного дуэлянта в Морское кадетское училище. Здесь тот овладел навыками навигации, а также приобрел репутацию первого драчуна и задиры.
Окончив училище, де Граммон стал морским офицером. Когда началась война между Францией и Голландией, он служил в Вест-Индии. Снарядив на деньги, взятые в долг, старый фрегат, де Граммон захватил у острова Мартиника голландскую торговую флотилию. Она везла столь богатые грузы, что её назвали «Амстердамской биржей». Доля счастливчика составила пятую часть захваченного — 80 тысяч ливров. Но он умудрился промотать её всего за неделю, покупая себе дорогую одежду и угощая в портовых тавернах несметное количество народу.
Такое мотовство и сопутствующие ему дикие разгулы показались властям мало соответствующими погонам королевского офицера. Разразился скандал. Граммон не заставил себя долго просить: он вышел в отставку, полагая, что выгоднее будет продолжить совершенствование в своей профессии на борту собственного корабля. Поскольку денег на покупку и экипировку нового корабля у него не хватало, он поставил на игру все, что у него еще оставалось. По одним свидетельствам это были карты, по другим — кости. Как бы там ни было, он выиграл, и выиграл крупно. Настолько крупно, что на эти деньги купил и снарядил на Тортуге пятидесятипушечный корабль, после чего начал пиратствовать.
В начале своей самостоятельной деятельности в 1678 году Граммон отличился взятием многострадальных городов Маракайбо и Гибралтара, к которым он еще добавил их соседа, город Торилья. В 1680 году Граммон атаковал берег Терра Фирме (Венесуэла). В июне 1680 года, он атакует город Каракас, настоящую крепость, добыча оказалась довольно скудной, но флибустьеры привезли с собой 150 пленников, за которых получили хороший выкуп.
В 1682 году, Граммон вместе со своими соратниками начал вынашивать идею атаки Веракруса, одного из самых значительных, богатых и хорошо укрепленных городов Мексики. Объединение флибустьеров для экспедиции к Веракрус включало в себя помимо Граммона, голландского пирата Ван Доорна, а также Лоренса де Граффа, и некоторых других, командующих шестью менее значительными кораблями. Пиратская эскадра насчитывала 1200 человек. Это было значительное количество для объединения флибустьеров. С другой стороны, они замахнулись на самые сильные позиции испанцев, на центральный «редут» защитных укреплений Мексиканского залива с гарнизоном в 3000 солдат, который еще мог быть усилен за несколько дней подкреплением от 15 000 до 16 000 человек, не считая 600 защитников цитадели Сен-Жан де Улуа, вооруженной 60 пушками и держащей оборону города и порта! Современник пишет: «Это было, такое же безрассудно смелое предприятие, как если бы 1200 басков, сидя в десяти утлых лодках, осмелились бы атаковать Бордо».
Однако, именно это попытались сделать флибустьеры и, вопреки всякой логике, добились успеха! Они высадились ночью в нескольких километрах от города, к которому подошли уже на заре. Напуганные до полусмерти защитники города открыли ворота без малейшего сопротивления! Флибустьеры растеклись по улицам в мгновение ока, заняли все укрепления, перекрыв жителям все дороги к бегству из города, затем заперли знатных горожан в соборе. Окружив здание бочками с порохом, они объявили, что взорвут его, если им не выплатят выкуп в размере двух миллионов пиастров. Один миллион им принесли сразу. Остальная сумма должна была быть собрана за три дня. Все эти три дня банда методично грабила город.
На утро четвертого дня дозорные возвестили о появлении в море испанской флотилии из семнадцати кораблей, а со стороны берега — облака пыли, что означало приближение к городу большого отряда испанской регулярной пехоты. Пираты бросились к своим кораблям, таща на себе последнее, что удалось украсть, и толкая перед собой пленников и заложников.
К числу важнейших предприятий флибустьеров принадлежит нападение их в 1686 году на Кампече. На Коровьем острове собрались 1200 флибустьеров для совещаний. Все были убеждены, что нападение на Кампече так же опасно, как нападение на Веракрус, и притом менее выгодно, но оно было необходимо. Многие флибустьеры, прокутившие свою добычу, находились в крайности. Поэтому предприятие было решено единодушно, всем внушено хранить глубочайшее молчание и приняты все меры, чтобы не только англичане на Ямайке, но и друзья их на острове Тортуге не узнали ничего. Обратились только к губернатору последнего острова, Кюсси, чтобы, под предлогом крейсировки против испанцев, получить от него каперское свидетельство, причем ни одним словом не упомянули о настоящей цели своего предприятия. Кюсси лично принес им ответ: отказал в каперском свидетельстве и объявил, что французское правительство сильно негодует на недостаточную покорность флибустьеров и в короткое время пришлет несколько фрегатов, чтобы силою принудить пиратов к повиновению.
Это неожиданное известие немало смутило флибустьеров. Но Граммон, вступаясь за себя и товарищей своих, сказал, что король не знает положения дел их, а губернатор только из человеколюбия хочет удержать их от дальнейших предприятий против испанцев. Кюсси клятвенно уверял их в негодовании короля и в скором прибытии французов, просил оставить задуманные планы и, зная, какое влияние имел Граммон над флибустьерами, обещал ему от имени правительства особенную награду, если он откажется от братства с пиратами. Граммон отвечал: „Если мои товарищи по оружию согласны отказаться от своих намерений, то я готов сделать то же“. Но все единодушно кричали, что теперь уже поздно передумывать, и если губернатор не даст им каперского свидетельства, то они употребят прежние, выданные им для охоты и рыбной ловли, потому что цель их и теперь травить, как зверей, людей, которые станут сопротивляться им. Кюсси оставалось только удалиться.
Скоро все было приготовлено. Флибустьеры выехали с попутным ветром и 5 июля 1686 года счастливо прибыли в Шампетон, городок, лежащий в 15 французских милях от Кампеша. Здесь 900 человек перешли с кораблей на 22 лодки, снабженные флагами, молча гребли весь день и в сумерках подъехали к городу на пушечный выстрел. Ночь провели они в лодках, твердо решившись не возвращаться без успеха, — решение, к которому на этот раз побуждала их гораздо более необходимость в жизненных припасах.
На следующее утро флибустьеры высадились недалеко от города. Испанцы и во сне не представляли себе, чтобы можно было нападать на такой сильно укрепленный город в небольших лодках, и никак не могли постигнуть, что значат солдаты, которые спокойно выходили из лодок, строились в ряды и шли вперед. Одно обстоятельство, впрочем, немало озабочивало флибустьеров. Под пушками крепости стоял испанский фрегат, но счастье, так часто сопутствовавшее пиратам, уничтожило и это затруднение. От первых же выстрелов огонь проник в пороховую камеру, и фрегат со всем экипажем взлетел на воздух. Между тем 800 испанцев засели близ города в засаде и неожиданно бросились на флибустьеров. Но такая выгода, обыкновенно чрезвычайно важная, против этих отчаянных людей имела весьма незначительный успех: только двое были убиты и шестеро ранены, прочие тотчас опомнились, с яростью кинулись на испанцев, разбили их и вместе с ними проникли в город. Здесь жители укрепились в улицах, поставив везде пушки. Но Граммон скоро уничтожил эту преграду. Он приказал лучшим стрелкам взойти на крыши и террасы, откуда убивали всех артиллеристов, подходивших к орудиям. В короткое время во власти флибустьеров очутилось 40 пушек, и они направили их на жителей, которые не замедлили сдаться. Так‑то флибустьеры, плохо вооруженные, опять в несколько часов овладели городом, укрепленным по всем правилам военного искусства и снабженным сильным гарнизоном.
Оставалось взять форт, имевший 400 человек гарнизона, 24 пушки и требовавший правильной осады. Граммон не почитал за нужное торопиться. Он дал людям своим отдохнуть три дня и наесться досыта, а между тем велел привезти с кораблей пороху и ядер. Пушек было довольно, и в короткое время возвели батарею, с которой в продолжение 9 часов громили стены, причем 600 флибустьеров, стоя на возвышении, поддерживали беспрерывный ружейный огонь, так что ни один испанец не смел показаться на валу. Однако же попытка пробить брешь не удалась. Поэтому решились взять крепость на следующий день штурмом, но вечером получили известие, что испанцы оставили её. Такая трусливость показалась флибустьерам невероятною, и потому ждали утра, чтобы убедиться в истине известия. В крепости нашли только двух человек: англичанина, служившего у испанцев в качестве артиллериста, и молодого офицера, который, движимый честью, лучше хотел погибнуть, чем низким бегством осрамить мундир свой. Граммон принял его ласково и с уважением, приказал не трогать его имущества и тотчас освободил его, сделав ему вдобавок ещё несколько подарков.
Первой заботой флибустьеров было привести все в оборонительное положение на случай нападения, потом они спокойно расположились в городских домах, где нашли очень незначительную добычу, потому что накопленный здесь несметный запас кампешевого дерева не имел для них никакой ценности. Значительные отряды, отправлявшиеся ежедневно для отыскания бежавших, не были счастливее: им попадались только нагие и бедные дикари. В один день сто тридцать флибустьеров попали в засаду из 800 испанцев, которыми командовал сам губернатор меридский. Партия была слишком неравна, тем более что флибустьеры сидели на лошадях и мулах — положение, в котором не привыкли сражаться. Они тотчас бросили всякую надежду на победу, отступили, сражаясь, и счастливо достигли города, потеряв двадцать человек убитыми и — что всего более огорчало их — двух пленных.
Граммон на другой же день предложил меридскому губернатору выкуп за пленных, обещая дать свободу всем испанцам, находящимся в его власти — жителям, чиновникам, офицерам и самому губернатору Кампече. К этому предложению прибавил он угрозу, что если губернатор из пустого каприза откажется принять такой выгодный и великодушный размен, то велит изрубить всех пленных и зажечь город. Губернатор гордо отвечал: «Флибустьеры вольны жечь и убивать сколько угодно, у меня довольно денег для возобновления и нового населения города и довольно войска, чтобы передавить руками Граммона и всех его разбойников, что составляет главную цель моего прихода».
Взбешенный таким хвастовством, Граммон забыл всю прежнюю воздержанность. До тех пор присутствие неприятеля в Кампеши было почти незаметно, но тут все переменилось. Взяв с собой посланного от меридского губернатора, он повел его по городским улицам — при себе велел поджечь несколько домов и казнить пятерых испанцев. «Ступай теперь к своему господину и донеси ему, что я начал исполнять его приказание и поступлю так со всеми прочими пленниками».
На кровавые слова Граммона последовал ответ, подобный первому. Предводитель флибустьеров не был довольно жесток, чтобы исполнить свою угрозу. Он удовольствовался сожжением форта, отпраздновал День св. Людовика пушечными и ружейными залпами и такой иллюминацией, какой свет не видал никогда: в честь французского короля сожгли на 200 000 пиастров кампешевого дерева. На другой день стали готовиться в обратный путь, пленных отпустили, и 29 августа 1686 года, прожив семь недель в Кампече, флибустьеры отправились на Сан‑Доминго.
Описанное предприятие Граммона и флибустьеров было совершено не только без согласия сан‑домингского губернатора, но и противно повелениям французского короля, поэтому флибустьеры имели полное право опасаться неприятностей, если бы поведение испанцев в эти семь недель, несмотря на мир, не сделалось неприязненным: они подъезжали к берегам Сан-Доминго и силой схватывали французские корабли. Такие поступки оправдывали дальнейшие неприязненные действия французов. Губернатор де Кюсси, уважавший мужество, способности и характер Граммона, представил французскому правительству поход в Кампече в самом благовидном свете и предложил этого предводителя флибустьеров в королевские губернаторы в южной части Сан‑Доминго. Правительство согласилось, и Граммон не отказывался, но он желал, до присылки грамот, утверждавших его в новом звании, достойно окончить поприще флибустьера и совершить ещё один поход. Для этого он поспешно сел на корабль с 180 пиратами. С тех пор больше никто не видел де Граммона, ни его корабля, ни его спутников. Пират-аристократ пропал без вести и тайна его исчезновения так и остается неразгаданной.

## Источник
- ВЕСЕЛЫЙ РОДЖЕР — история морского разбоя
- Глеб Таргонский - Флибустьер Людовика XIV Сьёр де Граммон